# Salvadora alii
Salvadora alii är en tvåhjärtbladig växtart som beskrevs av Rajput och Tahir. Salvadora alii ingår i släktet Salvadora och familjen Salvadoraceae. Inga underarter finns listade i Catalogue of Life.